# Profili (Brindisi)
Profili è un dipinto di Remo Brindisi. Eseguito nel 1987, appartiene alle collezioni d'arte della Fondazione Cariplo.

## Descrizione
L'autore presenta le figure in modo ectoplasmatico e in un contesto astratto e spersonalizzato. Il tema dei profili è ricorrente nella produzione di Brindisi.